# Gyldne Lily
Gyldne Lily er en amerikansk stumfilm fra 1921 af Robert Z. Leonard.

## Medvirkende
- Mae Murray som Lillian Drake
- Lowell Sherman som Creighton Howard
- Jason Robards, Sr. som Frank Thompson
- Charles K. Gerrard som John Stewart
- Leonora von Ottinger som Mrs. Thompson